# Дејтон (Илиноис)
Дејтон (енгл. Dayton) насељено је место без административног статуса у америчкој савезној држави Илиноис.

## Демографија
По попису из 2010. године број становника је 537.
| Група             | 2000.    | 2010.       |
| Белци             | 0 (0,0%) | 498 (92,7%) |
| Афроамериканци    | 0 (0,0%) | 1 (0,2%)    |
| Азијати           | 0 (0,0%) | 14 (2,6%)   |
| Хиспаноамериканци | 0 (0,0%) | 15 (2,8%)   |
| Укупно            | 0        | 537         |